# Epipremnum dahlii
Epipremnum dahlii är en kallaväxtart som beskrevs av Adolf Engler. Epipremnum dahlii ingår i släktet Epipremnum och familjen kallaväxter. Inga underarter finns listade.